# Ischnoceros pedipullus
Ischnoceros pedipullus là một loài tò vò trong họ Ichneumonidae.